# Kosta Pećanac
Kosta Milovanović Pećanac (cyr. Коста Миловановић Пећанац; ur. w 1879 w Dečani, zm. 25 maja 1944 w Nikolinacu) – serbski wojskowy, vojvoda, przywódca czetników, kolaborant, dowódca partyzantki czetnickiej podczas II wojny światowej.

## Życiorys
Ukończył szkołę podoficerską w Belgradzie. W 1904 r. wstąpił ochotniczo do jednego z tworzących się wówczas oddziałów czetników. Uzyskał tytuł wojewody. Uczestniczył w wojnach bałkańskich w latach 1912–1913 jako członek oddziału czetników. Następnie brał udział w I wojnie światowej w szeregach armii serbskiej. Po jej pokonaniu pod koniec 1915 r., wycofał się z nią na grecką wyspę Korfu. Na początku 1917 r. został wysłany przez dowództwo serbskie na południowe tereny Serbii, okupowane przez Bułgarów. W lutym tego roku stanął na czele powstania, które po początkowych sukcesach, pod koniec marca zostało zlikwidowane. Po zakończeniu wojny został awansowany do stopnia kapitana. W 1932 r. został przewodniczącym paramilitarnego Stowarzyszenia Serbskich Czetników „Petar Mrkonjić”, rozbudowując mocno jego struktury. Krótko przed wybuchem wojny z Niemcami w kwietniu 1941 r., zorganizował prawdopodobnie przy pomocy dowództwa armii jugosłowiańskiej oddział zbrojny złożony z czetników. Krótko walczył przeciwko oddziałom niemieckim.
Po rozbiciu wojsk jugosłowiańskich nawiązał kontakt z Niemcami, po czym pod koniec sierpnia poparł kolaboracyjny rząd gen. Milana Nedicia. Odrzucił propozycję współpracy, wystosowaną przez płk. Dragoljuba Mihailovicia. Do marca 1943 r. w południowej Serbii prowadził walkę przeciwko komunistycznej partyzantce Josipa Broz Tity, a także Albańczykom. Jednakże od jesieni 1942 r. Niemcy zaczęli stopniowo rozbrajać jego oddziały, liczące około 8–9 tys. ludzi. Ostatecznie pozostał mu jedynie 100-osobowy oddział przyboczny, na czele którego przebywał w Sokobanii. W marcu 1944 r. został schwytany przez czetników płk. D. Mihailovicia, a 2 miesiące później zabity na jego rozkaz.